# 世界最終戦論
『世界最終戦論』（せかいさいしゅうせんろん、世界最終戰論）は、大日本帝国陸軍の軍人である石原莞爾（いしわら かんじ）の代表的著書である。1940年（昭和15年）9月10日出版。『最終戦争論』（さいしゅうせんそうろん）とも呼ばれる。本書の題名は『世界最終戦論』（せかいさいしゅうせんろん）または『最終戦争論』（さいしゅうせんそうろん）であり『世界最終戦争論』（せかいさいしゅうせんそうろん）ではない。

## 概要
本書は1940年（昭和15年）5月に京都で行われた「人類の前史終わらんとす」の講演内容が元になっている。立命館大学教授の田中直吉によって筆記され、9月に立命館出版部より88頁の冊子として初版が発行された。1942年（昭和17年）に立命館の初版の内容に加えて『「世界最終戦論」に関する質疑回答』、『戦争史大観』、『戦争史大観の由来期』を含めた著作として新正堂から出版された。
石原はヨーロッパ戦争史の研究と田中智学の講演からこれを構想、日米決戦を前提として満蒙の領有を計画した。
その思想の原型は1929年（昭和4年）7月の中国の長春での「講話要領」にある。関東軍参謀であった石原はこのイデオロギーに基づいて奉天郊外で柳条湖事件を起こし、これを中国軍のしわざとして軍事行動を開始したことが満州事変となった。石原自身は戦後にはこの思想を捨てている。
松岡幹夫は、『世界最終戦論』は田中智学の「撰時抄」講話の中での「世界戦争は予言的不可避性」を述べていた事からヒントを得たとしている。しかし伊勢弘志は、国柱会から「大闘争が発生して世界が統一されるという予言を得た」と同時に、智学は「キリスト教国を仏外の外道国として悪国指定」していたので、対米悪感情の面でも共鳴しているという。国柱会入会直後、石原は「大正9年7月18日の夫人への手紙」で、白人を「悪鬼」と述べまた「この地球上から撲滅しなければなりません」と憎悪を著わしている。ゆえに野村乙二郎は、「重圧としての対米観があったから」とこれを説明している。

## 内容
本書の構成は以下のようになっている。
第一章　戦争史の大観
欧米戦史の変遷と戦争の性質（持久戦争、決戦戦争）について書かれている。
第二章　最終戦争
最終戦争での戦闘の様子について書かれている。
第三章　世界の統一
最終戦争に臨む可能性の高い勢力4つと、その後どこが残るかについて書かれている。
第四章　昭和維新
最終戦争で東亜が勝つための条件が書かれている。
第五章　仏教の予言
最終戦争が起こるという理屈が日蓮の予言を下に書かれている。

### 戦闘隊形の発展
戦争は人間社会の諸力を総合的に活用しながら文明の発展とともに発展してきている。その中でも戦闘隊形は顕著な進展を見せている。
古代における戦闘隊形は方陣であり、銃火器が導入されると横隊の隊形が開発された。そしてフランス革命以後では高度な基本教練が求められる横隊から散兵隊形へと変化した。第一次世界大戦では砲兵火力が著しく増大したために縦深防御が研究されてその火力の威力を軽減できるように工夫がなされた。
つまり古代から第一次世界大戦までの戦闘隊形の歴史を概観すれば、点としての方陣、線としての横隊、面としての散兵や縦深の隊形が出現した。航空機の発明を考えれば将来戦争は戦闘空間は三次元となり、戦闘隊形は体へと発展すると予想する。

### 戦争の進歩
石原はドイツ留学時にベルリン大学教授のハンス・デルブリュックの殲滅戦略と消耗戦略の類型化を学び、戦争を決戦戦争と持久戦争に分類した。
決戦戦争では武力の重要性が高く、その経過は活発かつ男性的であり、期間は短期となる。
一方で持久戦争では武力以外の手段が他の手段に対して相対化され、戦争は静的で女性的なものになり、その期間は長期戦となる。
古代の戦争では決戦戦争が遂行されていたが、フリードリヒ大王は巧みな戦略・戦術で持久戦争を実践した。しかしフランス革命でナポレオンが敵の主力部隊を撃滅することを目標として軍事行動を行う殲滅戦略を行うと決戦戦争が台頭するようになる。そして再び機関銃によって防御戦闘の技術的優位性が圧倒的に高まったせいで第一次世界大戦は持久戦争へと回帰し、第二次欧州大戦（のちの第二次世界大戦）はドイツの電撃作戦の成功はあったもののまだ持久戦争の時代である。この決戦戦争と持久戦争の交代の変化を考えれば次の将来戦争は決戦戦争の形態に移行すると考えられる。
最終戦争では、敵の攻撃を受けて堪え忍ぶ消極的戦争参加は全国民となるが、攻勢的軍隊は少数の精鋭を極めたものとなる。

### 最終戦争
最終戦争では航空機や大量破壊兵器によって殲滅戦略が実施され極めて短期間のうちに戦争は終結することになる。このような最終戦争を戦う国としてはブロック化したいくつかの勢力を列挙することができる。つまり世界はヨーロッパ、ソビエト連邦、東亜、南北アメリカの連合国家へと発展し、つまり日本の天皇を盟主とする東亜と、ヒトラーを中心としたヨーロッパ対アメリカを中心とした南北アメリカと、中立のようだが南北アメリカ寄りのソ連の対立となる。
しかしヨーロッパは戦争の本場であり大国が密集しているため、うまくまとまることができない。ソビエト連邦は全体主義でいかにも強そうに見えるが、ヨシフ・スターリンの死後は内部崩壊する。漢民族は文を尊ぶ国から武を尊ぶ国になれば復興する。
そうして、東亜連盟と、アメリカ合衆国の決戦となる。その決勝戦（最終戦争）に勝った国を中心に世界はまとまることになる。これは東洋の王道と西洋の覇道のどちらが世界統一において原理となるのかを決定する戦争となる。
最終戦争勃発の条件として石原は、
1. 東亜諸民族の団結、即ち東亜連盟の結成。
2. 米国が完全に西洋の中心たる位置を占むること。
3. 飛行機は無着陸にて容易に世界を一周し、一番遠い太平洋を挟んだ空軍による決戦が可能になること。
4. 決戦兵器が飛躍的に発達し、一日の間に都市を破壊し一発で何万人もがやられる大威力兵器が登場すること。今度の欧州大戦で使っているようなものでは話にならない。
5. 精神総動員だ、総力戦だなどと騒いでいる間は最終戦争は来ない。

などを挙げている。

### 天皇観
天皇について石原は
とし、また『戦争史大観』では
と述べている。

### 仏教の予言
ここで石原は日蓮の末法思想と田中智学の解釈を引用する。
ただし日蓮の時代は、学術的には末法ではなく像法時代のようで、むしろ現在（西暦1940年）が仏滅後2430年ぐらいで末法の時代であるから、歴史の終わり、仏滅後2500年の目前であるとする。石原は「世界の統一は本当の歴史上の仏滅後二千五百年に終了すべきものであろうと私は信ずる」と述べる。

### 人種論
- 南種 - 熱帯や亜熱帯で衣食住に心を労することなく、瞑想にふけり、宗教の発達を来たした。半面、安易な生活に慣れて社会制度は政治的に無力となった。王道文明。インド人、漢民族など。
- 北種 - 住みよい熱帯や亜熱帯から追い出された劣等種だが、逆境と寒冷な風土に鍛錬されて、自然に科学的方面の発達をした。しかし覇道文明であり、行き詰まりつつある。白人、中国北方民、日本人など。

この二大文明の融合によって第三文明を創造するのが日本人の使命とする。

### 自由主義と統制主義
自由主義時代に行き過ぎた私益中心を抑えるために、最初は反動的に専制即ち強制を相当強く用いなければならないのは、やむを得ないことである。しかし統制主義は「武道選手の決勝戦前の合宿」のようなものなので、最終戦争が終われば廃れる。

### 最終戦争後の文明
清水芳太郎の『日本真体制論』の引用で、
- 人類はバクテリアの人工肉を食べ、原子力、成層圏上の空中電気、水素燃料などを使う。
- 不老不死が達成される。一人が千年に一人ぐらい子供を生む時代になるので人口問題は起きない。
- コールドスリープ、突然変異を人工的に起こす。

など、神様のような生活をする弥勒時代になるという。

## 書誌情報
- 石原莞爾 述 著、東亜聯盟協会関西事務所 編『世界最終戰論』立命館出版部、1940年9月10日。NDLJP:1086334 NDLJP:1460551。
  - 石原莞爾 述 著、東亜聯盟協会関西事務所 編『世界最終戰論』（訂正版）立命館出版部、1940年10月25日。NDLJP:1438614。
- 『『世界最終戰論』に就いて　石原莞爾将軍を囲む懇談会速記』生産拡充研究会、1941年8月25日。NDLJP:1455777。
- 石原莞爾『世界最終戰論』新正堂、1942年4月8日。
- 石原莞爾『最終戦争論』経済往来社、1972年。
- 全集刊行会 編『石原莞爾全集』 第1巻、石原莞爾全集刊行会、1976年。
- 玉井礼一郎 編『石原莞爾選集 3』たまいらぼ、1986年3月。
  - 玉井礼一郎 編『石原莞爾選集』たまいらぼ、1993年9月。ISBN 4-88636-063-7。 - 1985-1986年刊行の合本複製版（全10巻）。
- 石原莞爾『最終戦争論・戦争史大観』中央公論社〈中公文庫〉、1993年7月。ISBN 4-12-202017-4。
  - 石原莞爾『最終戦争論』松本健一 解説、中央公論新社〈中公文庫BIBLIO20世紀〉、2001年9月25日。ISBN 4-12-203898-7。
- 石原莞爾 著、中山隆志 編著・解題 編『戦略論大系 10 石原莞爾』芙蓉書房出版、2007年1月1日。ISBN 978-4-8295-0387-4。 - 『世界最終戦論』と『「世界最終戦論」に関する質疑回答』を収録。
- 石原莞爾『世界最終戦争』毎日ワンズ、2008年4月。ISBN 978-4-901622-27-1。
  - 石原莞爾『世界最終戦争』（増補版）毎日ワンズ、2011年4月。ISBN 978-4-901622-54-7。
- 石原莞爾 著「最終戦争論」、河出書房新社編集部 編『戦争はどのように語られてきたか』河出書房新社、2015年5月25日。ISBN 978-4-309-24708-3。

## 関連文献
- 石原莞爾『戦争史大観』佐高信 解説、中央公論新社〈中公文庫BIBLIO20世紀〉、2002年4月25日。ISBN 978-4-12-204013-7。
- 伊勢弘志「石原莞爾における信仰問題」『日本史研究』第627号、日本史研究会、2014年11月、23-40頁。
- 野村乙二郎『石原莞爾　一軍事イデオロギストの功罪』同成社、1992年12月。ISBN 4-88621-101-1。
- 藤本治毅『石原莞爾』（新装版）時事通信社、1995年8月。ISBN 4-7887-9521-3。
- 堀幸雄『最新　右翼辞典』柏書房、2006年11月。ISBN 4-7601-3023-3。
- 松岡幹夫『日蓮仏教の社会思想的展開　近代日本の宗教的イデオロギー』東京大学出版会、2005年3月。ISBN 978-4-13-016024-7。